# Josef Muigg (Politiker)
Josef Muigg (* 20. August 1894 in Kössen; † 1. August 1976 in Steinach am Brenner) war ein österreichischer Politiker.

## Leben
Josef Muigg wuchs im Wipptal auf und besuchte die landwirtschaftliche Schule in Schloss Moos bei Sterzing. Danach arbeitete er in der elterlichen Landwirtschaft. Im Ersten Weltkrieg leistete er Kriegsdienst. 1919 wurde er im Ortsbauernrat und im Gemeinderat von Steinach aktiv. Muigg betätigte sich im Genossenschaftswesen, so gründete er die Viehzuchtgenossenschaft Steinach und eine landwirtschaftliche Berufsgenossenschaft. Daneben war er Obmann der Raiffeisenkasse. 1933 wurde er Bezirksbauernobmann für den Bezirk Innsbruck und Landesobmannstellvertreter des Tiroler Bauernbunds.
Im autoritären Ständestaat wurde er 1934 Bezirksführer in Steinach und Landesführerstellvertreter der Vaterländischen Front. Von 1934 bis 1938 gehörte er als Vertreter der Selbständigen in Land- und Forstwirtschaft dem Bundeswirtschaftsrat an. Ab 30. Dezember 1935 war er zudem Bürgermeister von Steinach. In der Tiroler Heimatwehr wurde er 1936 Landesführerstellvertreter. 1937 wurde ihm der Berufstitel Ökonomierat verliehen.
Nach dem „Anschluss Österreichs“ an den NS-Staat im März 1938 wurde Muigg seiner Ämter enthoben und für kurze Zeit inhaftiert. Er stand im Kontakt mit Kreisen des Widerstands gegen den Nationalsozialismus und betätigte sich schließlich in der Tiroler Widerstandsbewegung.
Nach der NS-Herrschaft wurde Muigg 1945 Landesrat für Landwirtschaft und Ernährung in der Landesregierung Weißgatterer I. Dieses Ressort hatte er bis 1949 inne. Von 1945 bis 1949 und erneut von 1951 bis 1961 war er für die ÖVP Abgeordneter im Tiroler Landtag. Von 1945 bis 1948 war er auch Landesobmann des Tiroler Bauernbundes. Von 1945 bis 1967 war Muigg zugleich Präsident der Landwirtschaftskammer. Daneben übte er Funktionen in verschiedenen Genossenschaften aus.

## Belege
1. ↑  Auszeichnung. In: Tiroler Anzeiger, 4. Februar 1937, S. 6 (online bei ANNO).

| Personendaten    | Personendaten              |
| ---------------- | -------------------------- |
| NAME             | Muigg, Josef               |
| KURZBESCHREIBUNG | österreichischer Politiker |
| GEBURTSDATUM     | 20. August 1894            |
| GEBURTSORT       | Kössen                     |
| STERBEDATUM      | 1. August 1976             |
| STERBEORT        | Steinach am Brenner        |